# بادي باومان (لاعب كرة قاعدة)
بادي باومان (بالإنجليزية: Paddy Baumann)‏ هو لاعب كرة قاعدة أمريكي، ولد في 20 ديسمبر 1885 في إنديانابوليس في الولايات المتحدة، وتوفي بنفس المكان في 20 نوفمبر 1969.

## وصلات خارجية
- بادي باومان على موقع دوري كرة القاعدة الرئيسي (الإنجليزية)
- بادي باومان على موقعبيزبول رفرنس.كوم (الدوري الرئيسي) (الإنجليزية)
- بادي باومان على موقعبيزبول رفرنس.كوم (الدوري الثانوي) (الإنجليزية)
- بادي باومان على موقع إي إس بي إن.كوم (أم.أل.بي) (الإنجليزية)
- بادي باومان على موقع مشجعي الرسوم البيانية (الإنجليزية)